# Liste der Biografien/Tw
Liste der Biografien |
Portal Biografien |
Personensuche
# |
A |
B |
C |
D |
E |
F |
G |
H |
I |
J |
K |
L |
M |
N |
O |
P |
Q |
R |
S |
T |
U |
V |
W |
X |
Y |
Z |
?
 
Ta |
Tc |
Te |
Tf |
Tg |
Th |
Ti |
Tj |
Tk |
Tl |
Tm |
To |
Tq |
Tr |
Ts |
Tu |
Tv |
Tw |
Tx |
Ty |
Tz
Die Liste der Biografien führt alle Personen auf, die in der deutschsprachigen Wikipedia einen Artikel haben. Dieses ist eine Teilliste mit 202 Einträgen von Personen, deren Namen mit den Buchstaben „Tw“ beginnt.

## Tw

### Twa
- Twa, Paul Sein, myanmarischer Umwelt- und Indigenenaktivist
- Twachtman, John Alden (1882–1974), US-amerikanischer Architekt, Künstler und Offizier
- Twachtman, John Henry (1853–1902), US-amerikanischer Maler des Impressionismus
- Twaddle, Nathan (* 1976), neuseeländischer Ruderer
- Twagiramungu, Faustin (1945–2023), ruandischer Politiker
- Twagirayezu, Jean-Marie Vianney (* 1960), ruandischer römisch-katholischer Geistlicher und Bischof von Kibungo
- Twaijri, Abdulaziz Othman Al- (* 1950), saudi-arabischer Generaldirektor der Islamischen Organisation für Bildung, Wissenschaft und Kultur
- Twain, Mark (1835–1910), US-amerikanischer Schriftsteller
- Twain, Shania (* 1965), kanadische Country- und Pop-SängerinShania Twain (* 1965)

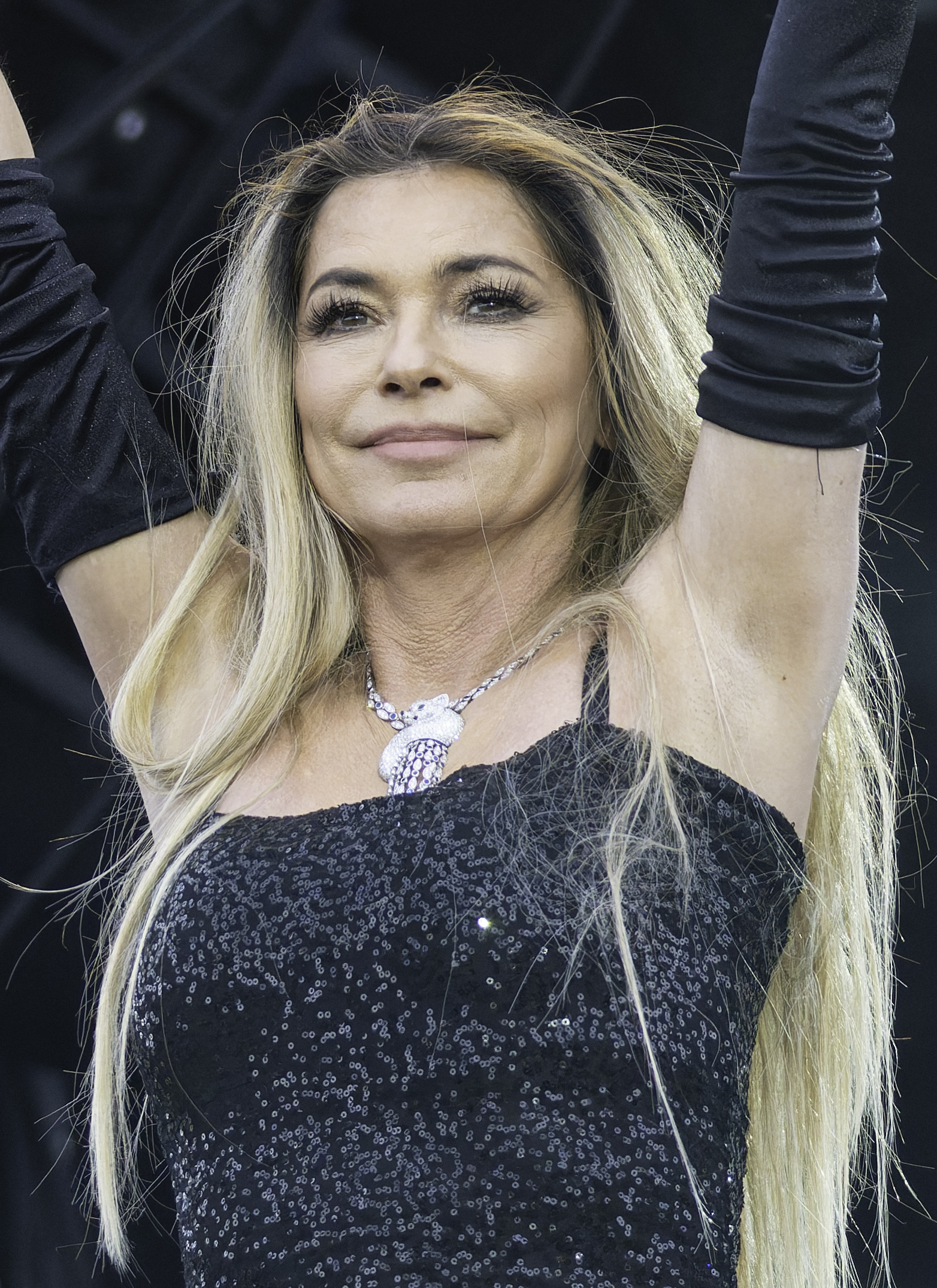
Shania Twain (* 1965)

- Twal, Fouad (* 1940), jordanischer lateinischer Patriarch von Jerusalem, Großprior des Ritterordens vom Heiligen Grab zu Jerusalem
- Twal, Iyad (* 1973), jordanischer römisch-katholischer Geistlicher, Weihbischof im Lateinischen Patriarchat von Jerusalem
- Twanyanyukwa, Antsino, namibische Fußballschiedsrichterin
- Twardawa, Susanne (1952–2008), deutsche Buchhändlerin, Autorin und Verlegerin
- Twardecki, Alfred (* 1962), polnischer Althistoriker und Epigraphiker
- Twardo, Adam (* 1983), polnischer Handballspieler
- Twardoch, Dariusz (1957–2021), polnischer Maler
- Twardoch, Szczepan (* 1979), polnischer AutorSzczepan Twardoch (* 1979)

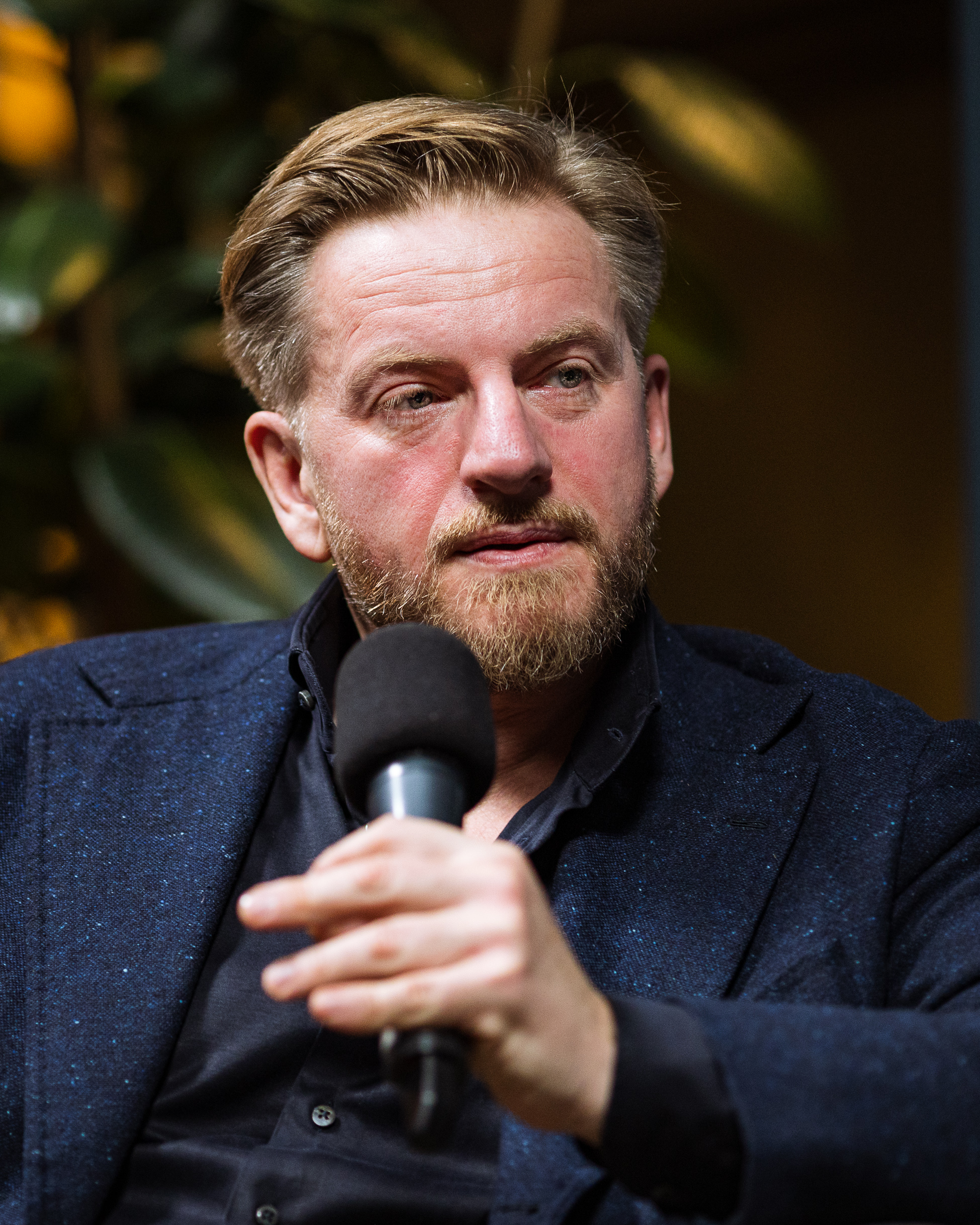
Szczepan Twardoch (* 1979)

- Twardokens, Eva (* 1965), US-amerikanische Skirennläuferin
- Twardoski, Scott (* 1973), US-amerikanischer Basketballschiedsrichter
- Twardosz, Anna (* 2001), polnische Skispringerin
- Twardosz, Paweł (* 1998), polnischer Nordischer Kombinierer
- Twardowicz, Ann (1929–1973), US-amerikanische Malerin und Grafikerin
- Twardowski, Alexander Trifonowitsch (1910–1971), sowjetischer Dichter
- Twardowski, Friedrich von (1801–1876), preußischer Generalleutnant
- Twardowski, Fritz von (1890–1970), deutscher Diplomat
- Twardowski, Hans Heinrich von (1898–1958), deutscher Theater- und Filmschauspieler
- Twardowski, Jan (1915–2006), polnischer Lyriker und katholischer Priester
- Twardowski, Kazimierz (1866–1938), polnischer Philosoph und Logiker
- Twardowski, Konstantin von (1760–1830), preußischer Generalmajor, Inspekteur der immobilen Linien- und Landwehr-Kavallerie-Eskadronen
- Twardowski, Marek (* 1979), polnischer Kanute
- Twardowski, Romuald (1930–2024), polnischer Komponist und Pädagoge
- Twardowski, Samuel († 1661), polnischer Dichter
- Twardowski-Conrat, Ilse von (1880–1942), österreichische Bildhauerin
- Twardowski-Skrzypna, Julius von (1874–1945), österreichisch-polnischer Jurist, Politiker, Diplomat und Schriftsteller
- Twardy, Robert (1880–1955), deutscher Geodät und Politiker (SPD), MdL
- Twardy, Roman, deutscher Lehrer und Chorleiter
- Twardy, Werner (1926–1977), deutscher Komponist und Dirigent
- Twardzik, Dan (* 1991), deutscher Fußballtorhüter
- Twardzik, Filip (* 1993), tschechischer Fußballspieler
- Twardzik, Patrik (* 1993), tschechischer Fußballspieler
- Twardzik, René (* 1970), tschechischer Fußballtorwart und -trainer
- Twardzik, Richard (1931–1955), US-amerikanischer Jazz-Pianist
- Twaroch, Eva (1963–2018), österreichische Journalistin
- Twaroch, Franz (1892–1933), österreichischer Fußballspieler
- Twaroch, Johannes (1938–2023), österreichischer Schriftsteller
- Twaroch, Paul (1932–2021), österreichischer Rundfunkmanager und Journalist
- Twarock, Reidun, deutsch-britische mathematische Biologin
- Twarowska, Aura (* 1967), rumänische Mezzosopranistin und Solistin im Ensemble der Wiener Staatsoper
- Tway, Bob (* 1959), US-amerikanischer Golfer

### Twe
- Twedberg, Eva (* 1943), schwedische Badmintonspielerin
- Tweddle, Beth (* 1985), britische Kunstturnerin
- Twedorp, Fricke van († 1428), deutscher Groß- und Fernhändler während der Hansezeit, Bürgermeister des Weichbildes Neustadt in Braunschweig
- Tweed, Shannon (* 1957), kanadische Schauspielerin und FotomodellShannon Tweed (* 1957)

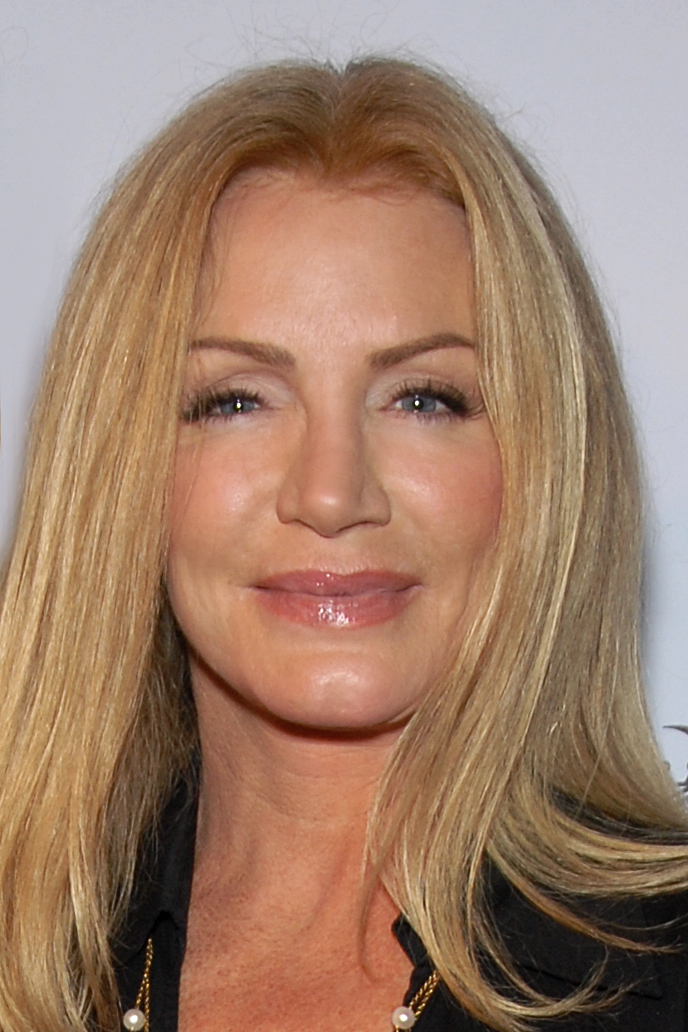
Shannon Tweed (* 1957)

- Tweed, William (1823–1878), US-amerikanischer Politiker der Demokratischen Partei
- Tweedie, Hugh (1877–1951), britischer Admiral
- Tweedie, Irina (1907–1999), russisch-englische Sufilehrerin
- Tweedie, Jill (1936–1993), britische Feministin, Autorin und Rundfunksprecherin
- Tweedie-Yates, Story (* 1983), US-amerikanische Tennisspielerin
- Tweedy, Ernest Victor (1901–1965), australischer Geistlicher
- Tweedy, Jeff (* 1967), US-amerikanischer Musiker
- Tweedy, John Hubbard (1814–1891), US-amerikanischer Politiker
- Tweedy, Samuel (1776–1868), US-amerikanischer Politiker
- Tweer, Gustav (1893–1916), deutscher Flugpionier
- Tweer, Klaus (1942–2012), deutscher Politiker (SPD)
- Tweer, Leopold (1881–1960), deutscher Politiker, Bürgermeister von Velbert
- Tweet (* 1972), US-amerikanische Sängerin, Songschreiberin und Gitarristin
- Tweet, Jonathan, US-amerikanischer Spieldesigner
- Twehle, Manfred (1941–1984), deutscher Politiker (SPD), MdA
- Twele, Eduard (1806–1871), deutscher lutherischer Theologe
- Twelker, Klaus (* 1956), deutscher Eishockeytorwart
- Twell, Stephanie (* 1989), britische Leichtathletin
- Twellaar, Melvin (* 1996), niederländischer Ruderer
- Twellman, Taylor (* 1980), US-amerikanischer Fußballspieler
- Twellmann, Marcus (* 1972), deutscher Germanist
- Twellmann, Margrit (1930–2013), deutsche Wissenschaftlerin, Dozentin und Pionierin der deutschen Frauengeschichtsforschung
- Twellmann, Urs-Peter (* 1959), Schweizer Bildhauer
- Twelsiek, Maik (* 1980), deutscher Triathlet
- Twelve Hawks, John, US-amerikanischer Schriftsteller
- Twelvetrees, Helen (1907–1958), US-amerikanische Schauspielerin
- Twenhofel, William H. (1875–1957), US-amerikanischer Geologe und Paläontologe
- Twenhöven, Jörg (* 1941), deutscher Politiker (CDU), MdL
- Twenhuysen, Helmich van († 1673), niederländischer Maler in Danzig
- Twente, Christian (* 1968), deutscher Drehbuchautor und Regisseur
- Twenty4tim (* 2000), deutscher InfluencerTwenty4tim (* 2000)

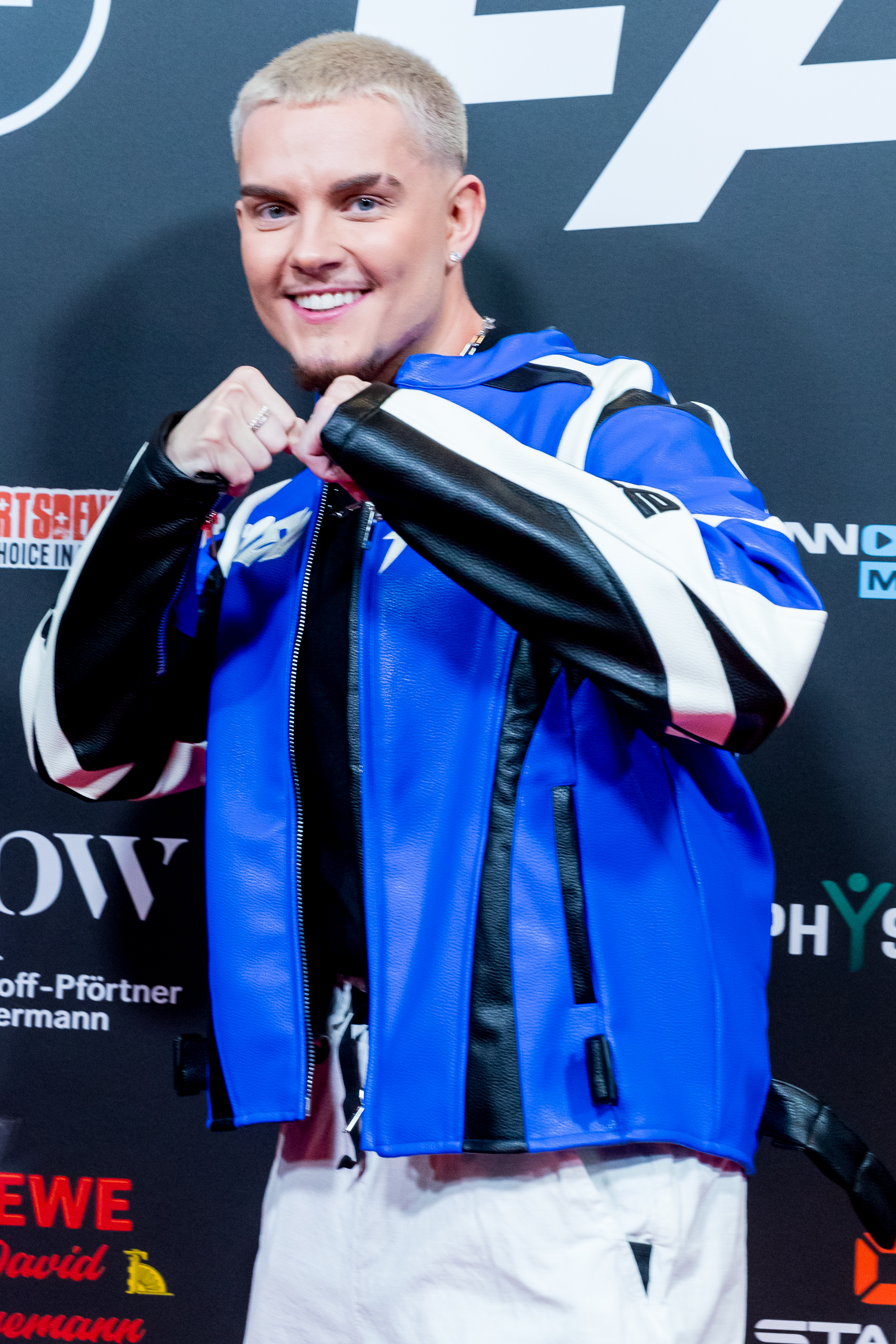
Twenty4tim (* 2000)

- Twentyman, Geoff (1930–2004), englischer Fußballspieler und -trainer
- Twer, Maria von († 1467), Großfürstin von Moskau
- Twer, Walterpeter (* 1949), deutscher Verleger und Unternehmer
- Tweraser, Gerhard (* 1988), österreichischer Rennfahrer
- Tweraser, Stefan (* 1969), österreichischer Manager
- Twerdochleb, Oleh (1969–1995), ukrainischer Leichtathlet
- Twerdowski, Oleg Fjodorowitsch (* 1976), russisch-ukrainischer Eishockeyspieler
- Twerenbold, Maurus (* 1988), Schweizer Jazzmusiker
- Twerenbold, Paul (* 1946), Schweizer Politiker
- Twers, Tom (* 1999), deutscher SängerTom Twers (* 1999)

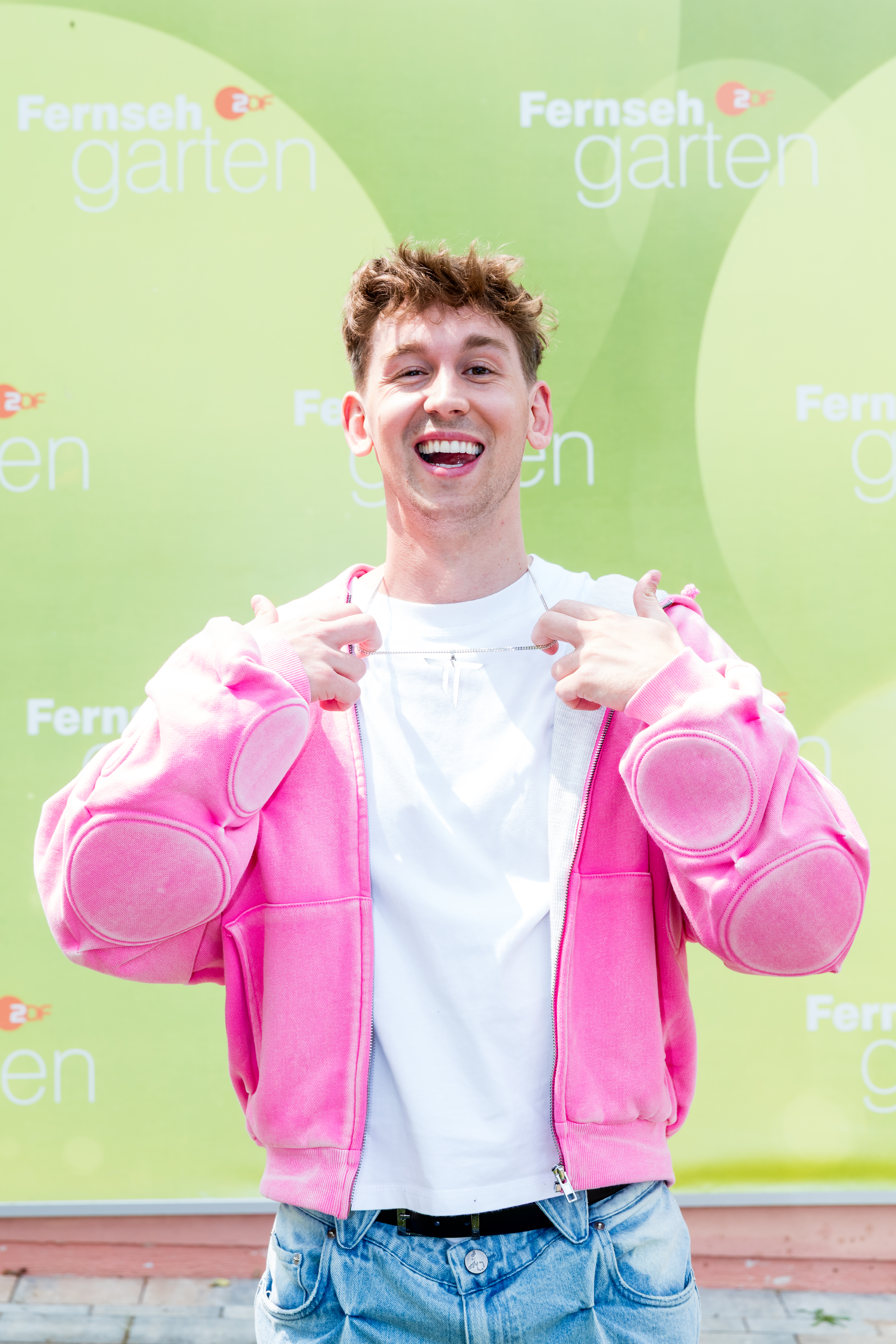
Tom Twers (* 1999)

- Twerski, Abraham J. (1930–2021), israelisch-amerikanischer Rabbiner, Psychiater und Autor
- Twerskoi, Nikolai Nikolajewitsch (1843–1912), russischer Schiffbauingenieur und Erfinder
- Twesten, August (1789–1876), deutscher Theologe und Hochschullehrer
- Twesten, Elke (* 1963), deutsche Politikerin (Bündnis 90/Die Grünen), MdL
- Twesten, Karl (1820–1870), deutscher Politiker und Jurist
- Tweya, Tjekero (* 1960), namibischer Politiker

### Twi
- Twichell, Ginery (1811–1883), amerikanischer Politiker
- Twickel zu Havixbeck, Franz Wilhelm von (1649–1681), Domherr in Hildesheim
- Twickel, Carl von (1793–1867), preußischer Gutsbesitzer und Landrat im Kreis Warendorf
- Twickel, Christoph Bernhard von (1654–1719), Geheimrat und Amtsdroste im Amt Rheine-Bevergern
- Twickel, Clemens August von (1721–1792), Amtsdroste im Amt Rheine-Bevergern und kurkölnischer Kämmerer
- Twickel, Clemens August von (1755–1841), deutscher Gutsbesitzer und Politiker
- Twickel, Clemens Carl von (1788–1873), deutscher Gutsbesitzer und Politiker
- Twickel, Degenhard Freiherr von (* 1949), deutscher Jurist, Richter am Bundesfinanzhof
- Twickel, Ernst Friedrich von (1683–1734), deutscher Diplomat, Beamter und Weihbischof in Hildesheim
- Twickel, Jobst Edmund von (1726–1782), Domherr in Münster sowie Amtsdroste in Poppenburg
- Twickel, Jobst Matthias von (1681–1729), Dompropst in Münster (1726–1729)
- Twickel, Johann Rudolf von (1684–1759), Geheimrat und Amtsdroste im Amt Rheine-Bevergern
- Twickel, Johann Wilhelm von (1682–1757), Geheimrat und Weihbischof von Hildesheim
- Twickel, Max Georg Freiherr von (1926–2013), deutscher Geistlicher, römisch-katholischer Weihbischof im Bistum Münster
- Twickel, Rudolf von (1893–1974), deutscher Gutsbesitzer, Mitbegründer des Malteser-Hilfsdienstes
- Twickel, Winold von († 1425), Domherr in Münster
- Twiehaus, Hans-Ulrich (1898–1986), deutscher Steuerberater und Autor
- Twiehaus, Peter (* 1967), deutscher Fernsehmoderator und Filmkritiker
- Twiehaus, Wulf (* 1972), deutscher Theaterregisseur
- Twiehoff, Götz (* 1985), deutscher Basketballspieler
- Twiesselmann, Elke (1927–2021), deutsche Schauspielerin und Hörspielsprecherin
- Twiesselmann, Günter (* 1925), deutscher Ruderer
- Twietmeyer, Claudia (* 1973), deutsche Juristin und Richterin
- Twig, Joe Little (1897–1939), US-amerikanischer American-Football-Spieler
- Twigg, Emma (* 1987), neuseeländische Ruderin
- Twigg, Georgie (* 1990), britische Hockeyspielerin
- Twigg, Rebecca (* 1963), US-amerikanische Radrennfahrerin
- Twigg, Stephen (* 1966), britischer Politiker (Labour), Mitglied des House of Commons
- Twigger, Robert (* 1965), britischer Dichter, Schriftsteller und Abenteurer
- Twiggs, Bob (* 1935), US-amerikanischer Raumfahrtingenieur
- Twiggs, David (1790–1862), US-amerikanischer Soldat während des Britisch-Amerikanischen und Mexikanisch-Amerikanischen Krieges sowie ein General in der Konföderiertenarmee während des Amerikanischen Bürgerkrieges
- Twiggs, John (1750–1816), Offizier während des Amerikanischen Unabhängigkeitskrieges, Richter, Politiker
- Twiggs, Levi (1793–1847), US-amerikanischer Offizier
- Twiggs, Shantel (* 1972), US-amerikanische Sprinterin
- Twiggy (* 1949), britische Schauspielerin und FotomodellTwiggy (* 1949)

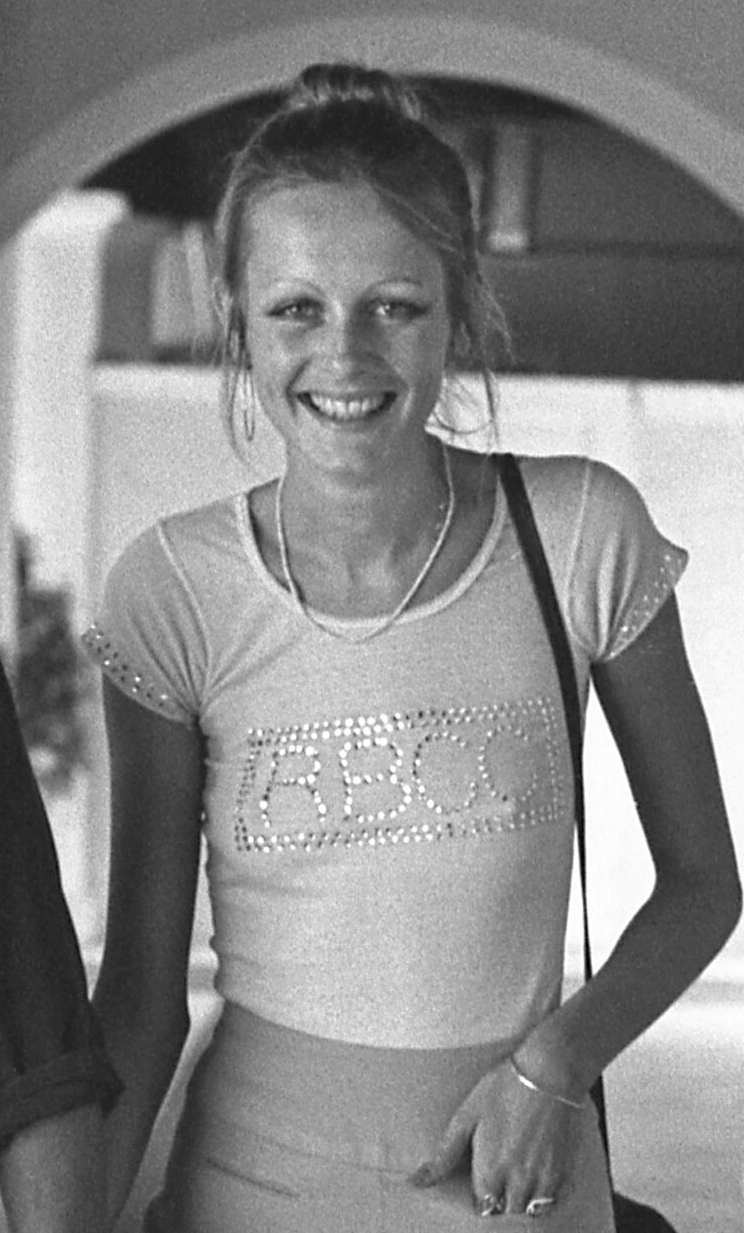
Twiggy (* 1949)

- Twight, Mark (* 1962), US-amerikanischer Bergsteiger
- Twilfer, Kai (* 1976), deutscher Kaufmann und Buchautor
- Twillert, Henk van (* 1959), niederländischer Saxophonist, Singer-Songwriter und Musikpädagoge
- Twillert, Willem van (* 1952), niederländischer Organist und Komponist
- Twin (* 1984), deutscher Rapper und Hooligan
- Twin Shadow (* 1983), US-amerikanischer Synthie-Pop-Musiker
- Twin, Peter J. (* 1937), britischer Physiker
- Twine, France Winddance (* 1960), US-amerikanische Soziologin
- Twining, Edward, Baron Twining (1899–1967), britischer Offizier und Kolonialgouverneur von Nord-Borneo und TanganjikaEdward Twining, Baron Twining (1899–1967)

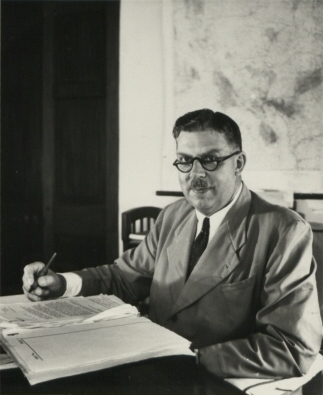
Edward Twining, Baron Twining (1899–1967)

- Twining, Elizabeth (1805–1889), englisch-britische Künstlerin, Autorin und Philanthropin
- Twining, James (* 1972), englischer Schriftsteller
- Twining, Joy (* 1928), australische Badmintonspielerin
- Twining, Louisa (1820–1912), englisch-britische Philanthropin und Sozialreformerin
- Twining, Nathan F. (1897–1982), US-amerikanischer General der United States Air Force
- Twining, S. J. (1892–1959), US-amerikanischer Filmtechniker
- Twining, Thomas (1675–1741), englischer Händler, Gründer von Twinings of London
- Twink (* 1944), englischer Schlagzeuger, Sänger, Komponist und Schauspieler
- Twinkle (1948–2015), britische Popsängerin
- Twinn, Peter (1916–2004), britischer Mathematiker und Kryptologe
- Twins Seven Seven (1944–2011), nigerianischer Maler, Musiker, Schriftsteller und Schauspieler
- Twiss, Frank (1910–1994), britischer Admiral
- Twiss, Richard (1920–2005), englischer Physiker und Radioastronom
- Twiss, Travers (1809–1897), britischer Jurist
- Twist, Friedrich von († 1559), Domherr in Münster
- Twist, Lil (* 1993), US-amerikanischer Rapper
- Twist, Tony (* 1968), kanadischer Eishockeyspieler
- Twista (* 1973), US-amerikanischer RapperTwista (* 1973)

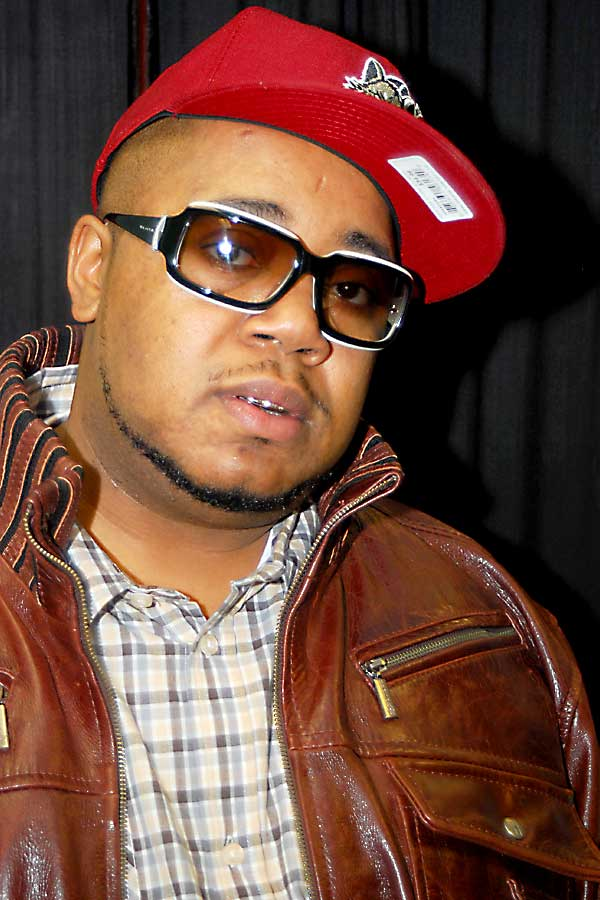
Twista (* 1973)

- Twiste, Friedrich von, Beamter und Politiker in Waldeck und dem Hochstift Münster
- Twit One, Musiker, Produzent und DJ
- Twitchell, Ernst (1863–1929), US-amerikanischer Chemiker
- Twitchett, Denis (1925–2006), britischer Sinologe
- Twitchin, Ian (1952–2017), englischer Fußballspieler
- Twittenhoff, Wilhelm (1904–1969), deutscher Musikpädagoge
- Twittmann, Michael (* 1965), deutscher Ruderer
- Twitty, Conway (1933–1993), US-amerikanischer Sänger
- Twitty, Stephen M. (* 1963), US-amerikanischer Offizier, Generalleutnant der US-Army
- Twizzy (* 1989), deutscher Rapper

### Two
- Two Moons (1847–1917), Häuptling der Cheyenne und einer der militärischen FührerTwo Moons (1847–1917)

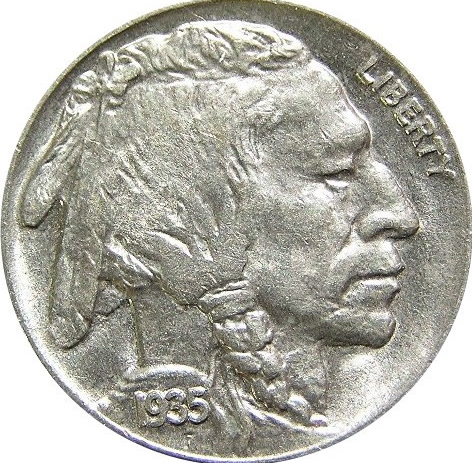
Two Moons (1847–1917)

- Two-Hawks, John, US-amerikanischer Musiker
- Two-Two, Edward (1851–1914), US-amerikanischer Indianer vom Stamm der Lakota-Sioux
- Twohey, Megan (* 1975), US-amerikanische Investigativ-Journalistin
- Twohy, David (* 1955), amerikanischer Regisseur und Drehbuchautor
- Twombly, Carol (* 1959), US-amerikanische Schriftartendesignerin
- Twombly, Cy (1928–2011), US-amerikanischer Maler
- Twomey, Anne (* 1951), US-amerikanische Schauspielerin
- Twomey, Billy (* 1977), irischer Springreiter
- Twomey, John (1923–2025), US-amerikanischer Mittel- und Langstreckenläufer
- Twomey, John (* 1955), irischer Segler
- Twomey, Liam (* 1967), irischer Politiker
- Twomey, Margaret (* 1963), australische Diplomatin
- Twomey, Mathilda (* 1963), seychellische Juristin
- Twomey, Nora (* 1971), irische Filmregisseurin, Filmproduzentin
- Twomey, Sharon (* 1964), irische Schauspielerin
- Tworek, Elisabeth (* 1955), deutsche Literaturwissenschaftlerin
- Twork, Roman (* 1989), deutscher Medienmanager
- Tworkov, Jack (1900–1982), US-amerikanischer Maler polnischer Abstammung
- Twort, Frederick (1877–1950), englischer Bakteriologe
- Tworuschka, Monika (* 1951), deutsche freie Autorin
- Tworuschka, Udo (* 1949), deutscher Religionswissenschaftler

### Twu
- Twum, Monica (* 1978), ghanaische Sprinterin
- Twumasi, Patrick (* 1994), ghanaischer Fußballspieler

### Twy
- Twyford, Phil (* 1963), neuseeländischer Journalist und Politiker der New Zealand Labour Party
- Twyman, Jack (1934–2012), US-amerikanischer Basketballspieler
- Twyman, Robert (1897–1976), US-amerikanischer Politiker
- Twynham, Cameron (* 1996), britischer Automobilrennfahrer
- Twynnoy, Hannah († 1703), Bardame und Tigeropfer
- Twyrdy, Roland (1969–2024), deutscher Fußballspieler und -trainer